# پایونیر دی‌جی
پایونیر دی‌جی (انگلیسی: Pioneer DJ) شرکت الکترونیک ژاپنی است، که در سال ۲۰۱۴ توسط شرکت نوریتسو تأسیس شد.